# 黑腸頜吻鰻
黑腸頜吻鰻（學名：Gnathophis bathytopos），是輻鰭魚綱鰻形目康吉鳗科頜吻鰻屬的其中一種，分布於西大西洋美國佛羅里達海峽與墨西哥灣東南方海域，為深海魚類，深度180至370公尺，體長可達35公分，為底棲性魚類，生活習性不明。